# 강계연필공장
강계연필공장(江界鉛筆工場)은 조선민주주의인민공화국의 기업이다.

## 개요
강계연필공장은 강계시에 있는 학용품공장으로 처음에는 필기용품을 만드는 공장이었지만, 전쟁이 끝나고 나서 제1차 5개년 계획에 국가가 운영하는 공장이 되었다.
북조선에서는 평양수지연필공장, 길주종이공장 등과 함께 북조선에서 대표적인 학용품을 생산하는 곳으로 유명하다.